# 捷克—日本关系
捷克-日本关系是指捷克和日本之間的外交關係。1919年，捷克斯洛伐克与日本建交，捷克和日本的双边关系就此开始。

## 历史
1919年，捷克斯洛伐克与日本建立外交关系。1926-1939年间，捷克建筑师安托宁·雷蒙德出任捷克斯洛伐克第一共和国驻日本荣誉领事。1939年二战爆发后，两国关系中断，后于1957年重新建交。日本驻捷克斯洛伐克首任全权公使是長岡春一。
1993年捷克斯洛伐克解体后，日本承认了新獨立捷克共和国和斯洛伐克共和国，与两国继续保持外交往来。
2002年7月，日本天皇明仁以及美智子上皇后正式访问布拉格。
2003年8月，日本内阁总理大臣小泉纯一郎正式出访中欧地区，分别访问了德国、波兰以及捷克。8月20日，小泉离开华沙，前往访问的最后一站布拉格。21日下午，小泉和捷克总理弗拉迪米尔·什皮德拉在捷克总理办公室会晤。会上，两位政府首脑发布“日本与捷克共和国关于战略伙伴关系的联合声明”（Joint Statement towards Strategic Partnership between Japan and the Czech Republic），庆祝两国建交10周年以及一年前的日本皇室访问。双方都宣布将进一步发展双边合作，共同帮助伊拉克进行战后重建。

## 贸易与经济

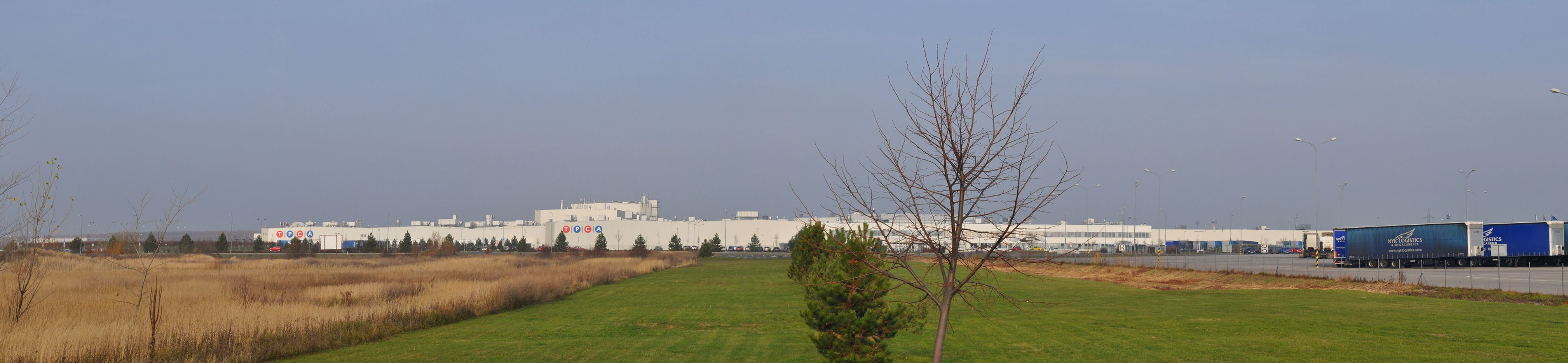
捷克豐田標緻雪鐵龍汽車公司，位於捷克科林附近的汽車工廠。

1968年，三井物產在布拉格設立分公司。捷克獨立後，松下電器和東麗分别于1996年和1997年在比尔森和普羅斯捷約夫建立工厂。
丰田标致雪铁龙汽车于2002年在科林设立了总部和汽车工厂。2005年2月，该公司开始制造汽车，截至2012年3月，该公司已经生产了逾两百万辆汽车。

## 学术关系
捷克国内共有3所大学开办了日本学课程：布拉格的查理大学、布爾諾的马萨里克大学以及奧洛穆茨的帕拉茨基大学。

## 外交使团
- 捷克在东京设有大使馆，在神户设有名誉领事馆。
- 日本在布拉格设有大使馆。[12]

## 友好城市
- 1990年8月，比尔森与高崎市结为友好城市[13]
- 1992年5月，卡罗维发利与草津町结为友好城市[14]
- 1996年4月，布拉格与京都市结为友好城市[15]